# 3 december
3 december is de 337ste dag van het jaar (338ste in een schrikkeljaar) in de gregoriaanse kalender. Hierna volgen nog 28 dagen tot het einde van het jaar.

## Gebeurtenissen
- Algemeen
  - 1972 - Spantax vlucht 275 verongelukt tijdens het opstijgen vanaf Tenerife-Los Rodeos International Airport (Tenerife, Canarische eilanden) waarbij alle 155 inzittenden omkomen.[1]
  - 1984 - Er vindt tussen voor- en tegenstanders van Desi Bouterse een vecht- en schietincident plaats in de talkshow van Karel van de Graaf.[2]
  - 1995 - Cameroon Airlines vlucht 3701 stort neer bij de nadering van Douala International Airport in Douala (Kameroen) waardoor 71 van de 76 inzittenden het leven laten.[3]
  - 2008 - Somalische piraten beëindigen de kaping van een Jemenitisch vrachtschip na succesvolle onderhandelingen met de regionale autoriteiten.
  - 2023 - Op Sumatra (Indonesië) vallen elf doden door een uitbarsting van de Marapi vulkaan.[4]

- Criminaliteit en veiligheid
  - 2023 - De Peruaanse politie meldt dat er in de nacht van 2 november 2023 bij een gewapende overval op de Poderosa goudmijn in de provincie Patáz zeker negen doden en vijftien gewonden zijn gevallen. De aanvallers gebruikten explosieven en hebben mensen gegijzeld. De politie heeft de situatie weer onder controle gebracht en zeven mensen gearresteerd.[5]
  - 2023 - Door een bomaanslag bij een misviering in de Mindanao State University in Marawi op Mindanao (Filipijnen) vallen zeker 4 doden en meer dan veertig gewonden. De aanslag wordt opgeëist door Islamitische Staat (IS).[6][7]

- Economie
  - 2023 - De prijs van goud bereikt een recordhoogte van $2135 per troy ounce.[8]

- Gezondheid
  - 1967 - De eerste geslaagde harttransplantatie wordt door een team onder leiding van chirurg Christiaan Barnard uitgevoerd in het Groote Schuur Ziekenhuis in Kaapstad.

- Media
  - 1925 - Dr. P.H. Ritter jr. houdt zijn eerste boekbespreking voor de Hilversumsche Draadlooze Omroep.
  - 2011 - Het negende Junior Eurovisiesongfestival 2011 vindt plaats in Jerevan, Armenië. Het winnende liedje Candy Music is van meidengroep Candy uit Georgië.

- Muziek
  - 1965 - Het Beatles album Rubber Soul komt uit.[2]
  - 1968 - NBC zendt de '68 Comeback Special uit van Elvis Presley.
  - 1976 - Tijdens een fotosessie voor de cover van het album Animals van Pink Floyd bij Battersea Power Station in Londen raakt een 12 meter lange ballon in de vorm van een varken los en zweeft in de aanvliegroute voor vliegtuigen naar Heathrow. Het varken bereikt een hoogte van 18.000 voet (6 kilometer) voordat het weer naar beneden komt.
  - 1984 - Release van Do They Know It's Christmas? van Band Aid.

- Oorlog
  - 1676 - Zweden verslaat Denemarken in de Slag bij Lund.[2]
  - 1800 - De slag bij Hohenlinden, Napoleon verslaat opnieuw de Oostenrijkers.[2]
  - 1854 - De Eureka Stockade vindt plaats in Ballarat, Australië.
  - 1912 - Einde van de eerste Balkanoorlog.[2]
  - 1944 - In Griekenland breekt meteen na de bevrijding een burgeroorlog uit tussen communisten en koningsgezinden. Deze duurt tot 1949.
  - 2009 - Een bomaanslag in een hotel in de Somalische hoofdstad Mogadishu kost het leven aan drie ministers van de overgangsregering en zeker vijftien anderen. Ook een cameraman van de in Dubai gevestigde zender al-Arabiya sterft.

- Politiek
  - 1818 - Illinois wordt de 21e staat van de Verenigde Staten.[2]
  - 1970 - Na een gijzeling van 60 dagen door het Front de Libération du Québec, wordt het Britse handelscommissielid James Cross vrijgelaten.
  - 1976 - Patrick Hillery wordt de zesde president van Ierland.
  - 1989 - President Michail Gorbatsjov van de Sovjet-Unie en de Amerikaanse president George H.W. Bush geven aan het einde van de Top van Malta een verklaring uit die wordt gezien als het begin van het einde van de Koude Oorlog.[2]
  - 1991 - Opstandige militairen bestormen de residentie van de Togolese premier Joseph Kokou Koffigoh en nemen hem gevangen. Bij de aanval komen ten minste 17 mensen om het leven.
  - 1994 - De Georgische oppositieleider Giorgi Tsjantoeria (35) komt bij een aanslag om het leven als onbekenden in het centrum van de hoofdstad Tbilisi het vuur openen op de auto waarin hij zit.
  - 1999 - De ministeriële conferentie van de Wereldhandelsorganisatie in Seattle eindigt in een mislukking.
  - 2006 - Bojko Borisov richt de centrumrechtse politieke partij Burgers voor Europese Ontwikkeling van Bulgarije op.
  - 2013 - Het Roemeense hooggerechtshof veroordeelt twee voormalige ministers, Codrut Seres en Zsolt Nagy, tot vijf en zes jaar cel voor spionage en hoogverraad.

- Recreatie
  - 1887 - Oscar Carré opent aan de Weesperzijde te Amsterdam zijn Circustheater.[2]

- Religie
  - 1834 - Oprichting van het Bisdom Ceylon.
  - 1952 - Benoeming van de Nederlander Martin Lucas tot internuntius in India als opvolger van Leo Kierkels.
  - 1970 - Bezoek van Paus Paulus VI aan Jakarta in Indonesië.
  - 1983 - Kardinaal Johannes Willebrands wordt als aartsbisschop van Utrecht opgevolgd door zijn coadjutor Adrianus Simonis.

- Sport
  - 1905 - Zoltán Halmay vestigt het allereerste officiële wereldrecord op de 100 meter vrije slag. In Wenen tikt de Hongaarse zwemmer aan in 1.05,8.
  - 1906 - Oprichting van de Italiaanse voetbalclub Torino FC.
  - 1910 - De Australische alpiniste Freda Du Faur bereikt als eerste vrouw de top van Mount Cook.
  - 1921 - Oprichting van de Egyptische voetbalbond.
  - 1982 - Jannes van der Wal wordt wereldkampioen dammen in São Paulo.[2]
  - 1994 - Na de zege van Jan Apell en Jonas Björkman in het dubbelspel is de tennisploeg van Zweden zeker van de vijfde overwinning in het toernooi om de Davis Cup. Uiteindelijk wordt Rusland in de finale met 4-1 verslagen.
  - 2020 - De Sloveen Primož Roglič wordt uitgeroepen tot beste wielrenner van het seizoen en is daarmee voor de eerste keer in zijn wielerloopbaan de winnaar van de Velo d'Or.[9]
  - 2021 - Bij de wereldbekerwedstrijd schaatsen in Salt Lake City (Utah, Verenigde Staten) weet Femke Kok het Nederlands record op de 500 meter met 0,05 seconden te verbeteren tot 37,01. Kok wordt voorafgegaan door de Amerikaanse Erin Jackson (36,80) en de Russische Angelina Golikova (36,93).[10]
  - 2021 - Irene Schouten rijdt een Nederlands record op de 3000 meter bij de wereldbekerwedstrijd schaatsen in Salt Lake City (Utah, Verenigde Staten) dat ruim 1,1 seconden sneller is dan het oude record. Antoinette de Jong wordt tweede en de Noorse Ragne Wiklund wordt derde.[10]
  - 2021 - Nils van der Poel weet het wereldrecord op de 5000 meter bij de wereldbekerwedstrijd schaatsen in Salt Lake City (Utah, Verenigde Staten) te verbeteren tot 6.01,56. Patrick Roest en de Italiaan Davide Ghiotto completeren het podium.[11]

- Wetenschap en technologie
  - 1896 - Herman Hollerith richt de Tabulating Machine Company op, een voorloper van IBM.
  - 1910 - Demonstratie van de eerste neonlamp, door Georges Claude.[2]
  - 1973 - De Pioneer 10 bereikt de planeet Jupiter en maakt de eerste foto's.
  - 1984 - Door een fout bij de productie van pesticide door Union Carbide in Bhopal (India) komt een wolk van het schadelijke methylisocyanaat vrij. Ongeveer 3800 mensen komen om, honderdduizenden lopen gezondheidsschade op. Zie Giframp Bhopal.
  - 1992 - Neil Papworth verstuurt de eerste SMS, een kerstgroet naar zijn baas.
  - 1999 - De Mars Polar Lander bereikt de planeet Mars en verdwijnt enkele uren later.
  - 2022 - Ruimtewandeling van de astronauten Josh Cassada en Frank Rubio van NASA voor onder meer reparaties aan de elektriciteitsvoorziening en het installeren van een nieuw zonnepaneel aan het ISS.[12]
  - 2023 - Het Amerikaanse bedrijf Stratolaunch voert een 'captive carry' test uit met het eerste hypersone Talon-A testvehikel, TA-1, met als voornaamste doel het evalueren van het voortstuwingssysteem van Talon-A. Het testvehikel vliegt tijdens de test niet zelfstandig maar wordt gedragen door het Roc draagvliegtuig.[13][14]

## Geboren

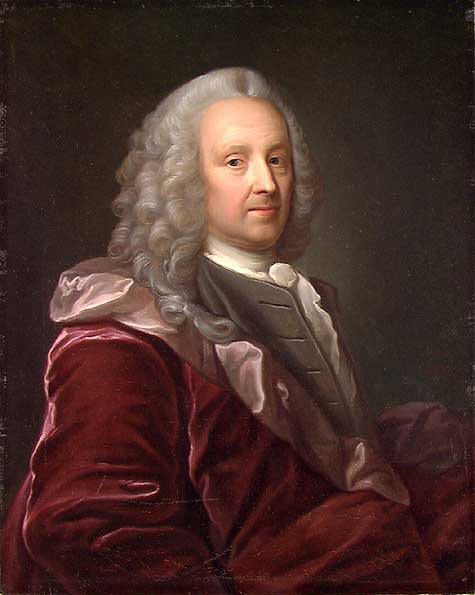
Ludvig Holberg
geboren in 1684

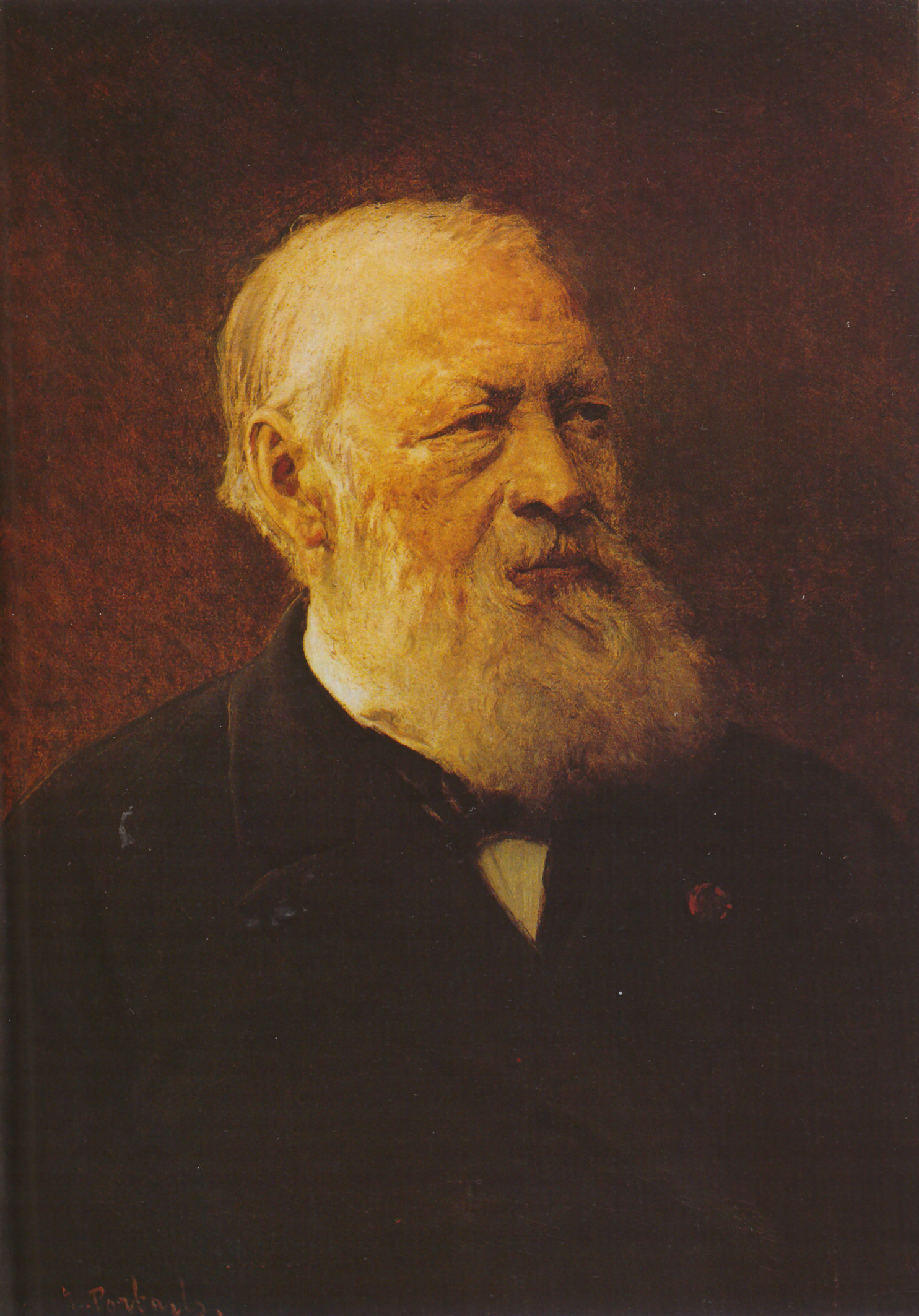
Hendrik Conscience
geboren in 1812

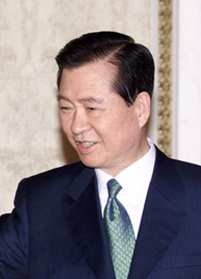
Kim Dae-jung
geboren in 1925

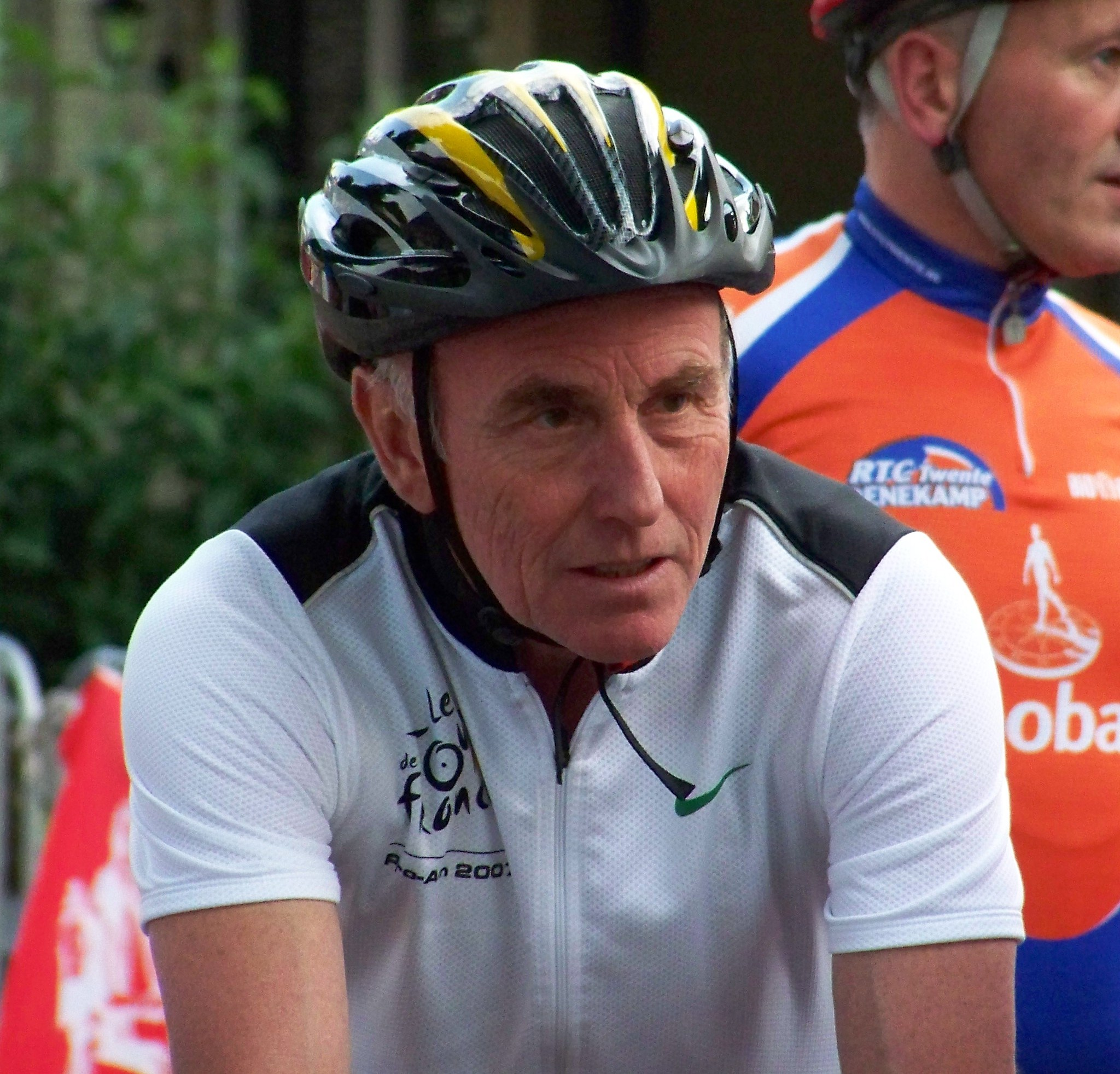
Joop Zoetemelk
geboren in 1946

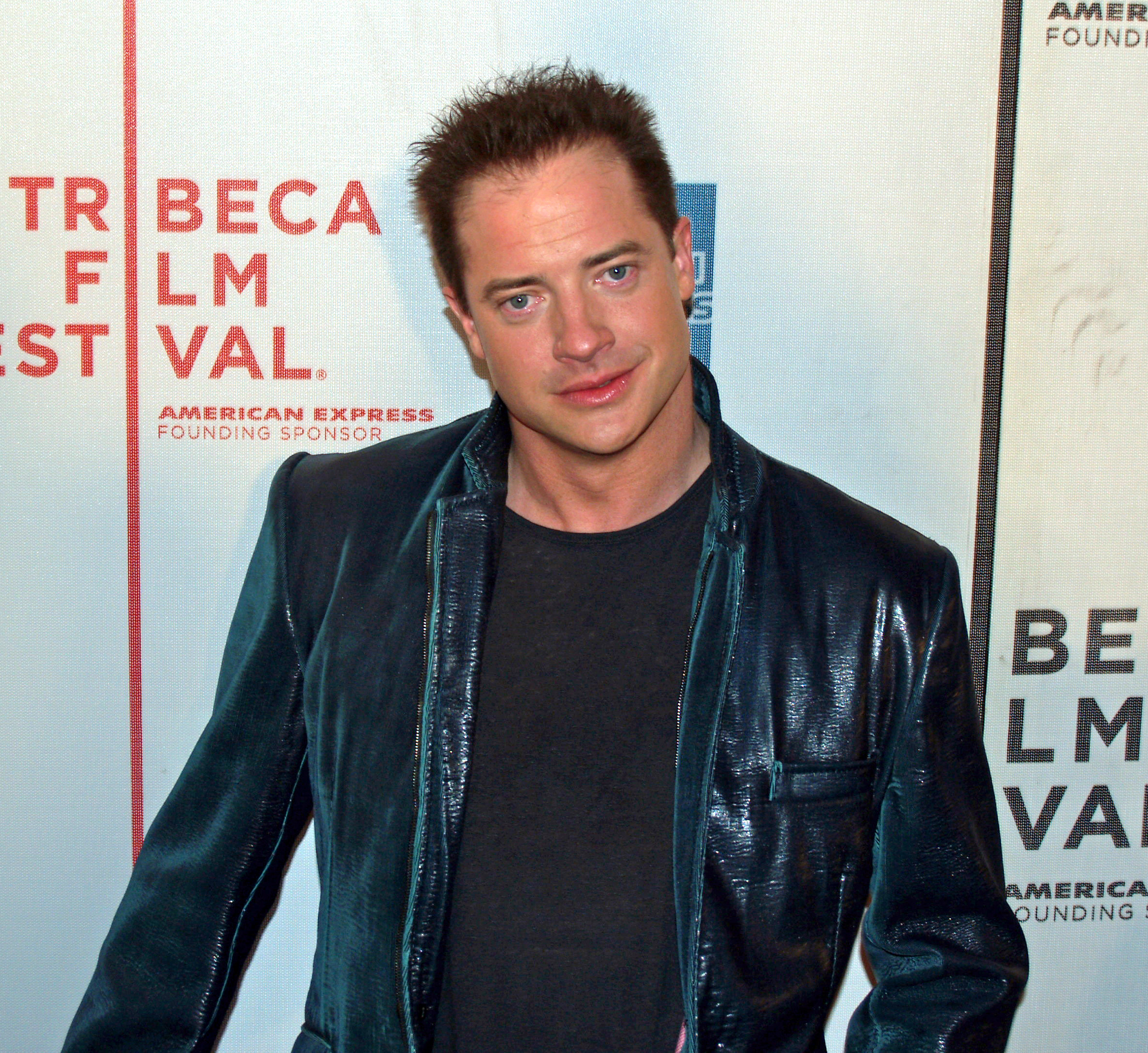
Brendan Fraser
geboren in 1968

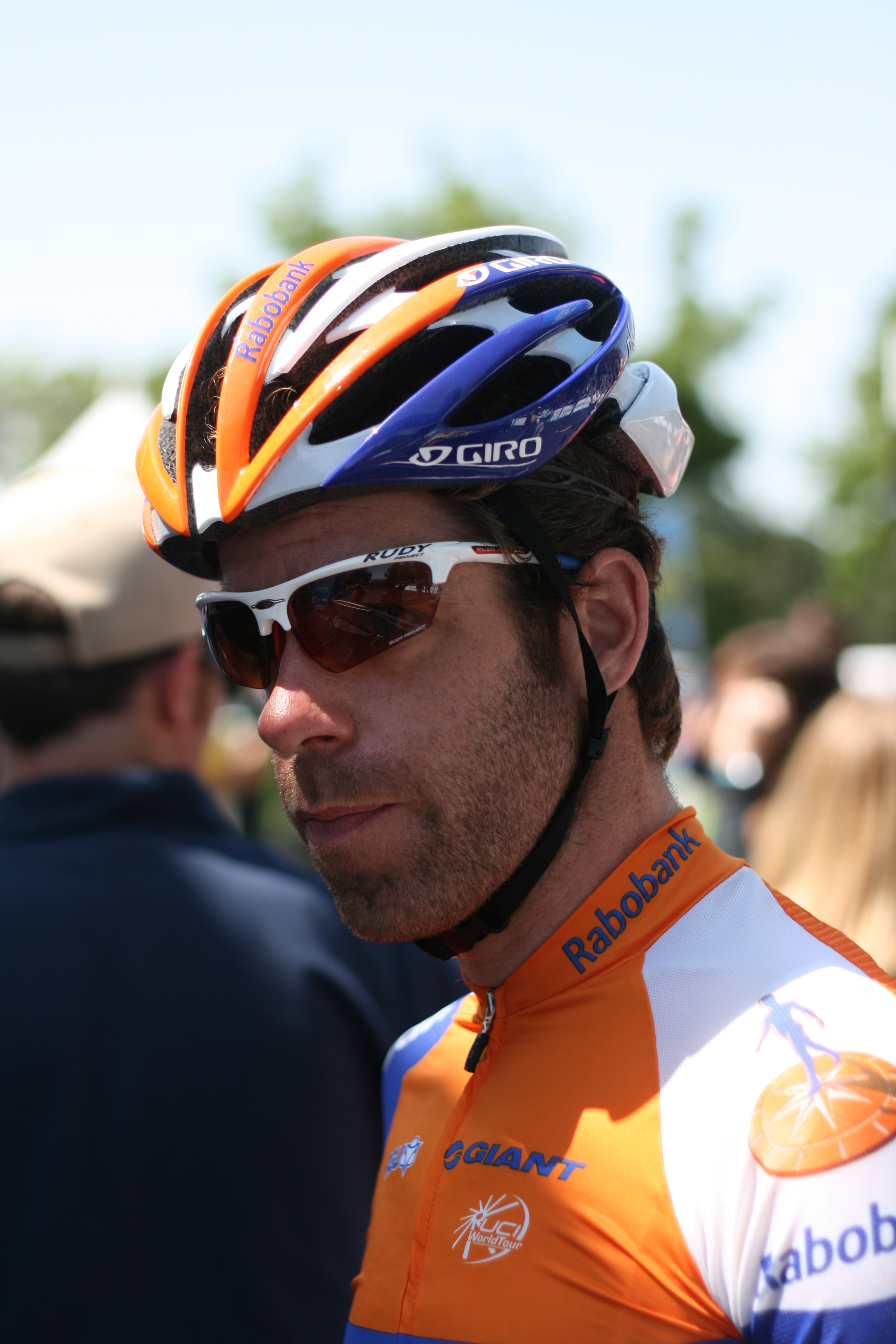
Bram Tankink (in 2012)
geboren in 1978

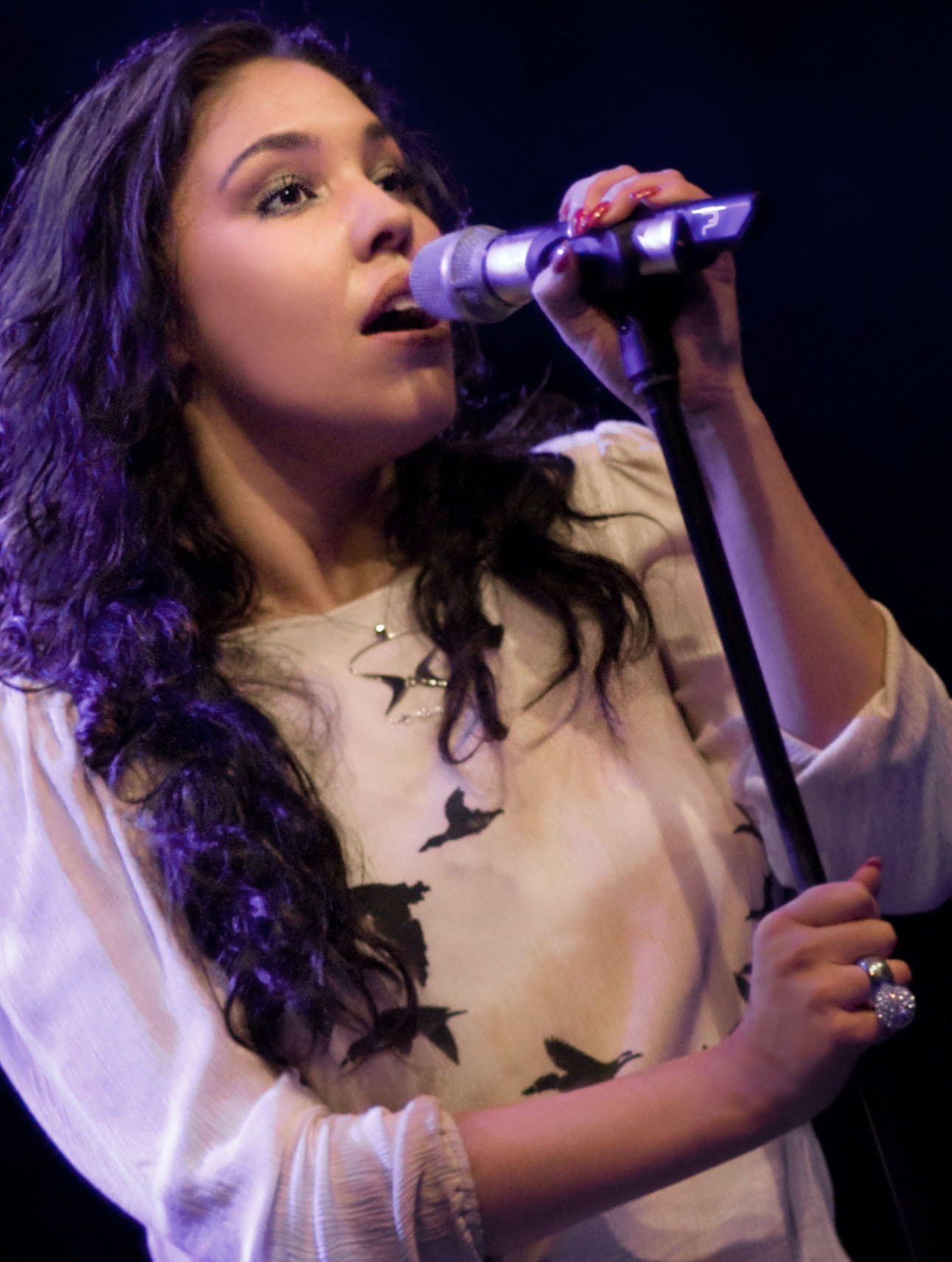
Hind Laroussi
geboren in 1984

- 1368 - Karel VI van Frankrijk, koning van Frankrijk (overleden 1422)
- 1560 - Janus Gruterus, Nederlands dichter (overleden 1627)
- 1596 - Nicola Amati, Italiaans vioolbouwer (overleden 1684)
- 1684 - Ludvig Holberg, Deens-Noors schrijver (overleden 1754)
- 1742 - James Rennell, Brits geograaf en oceanograaf (overleden 1830)
- 1760 - Moritz Balthasar Borkhausen, Duits natuuronderzoeker, entomoloog, botanicus en bosbouwdeskundige (overleden 1806)
- 1795 - Rowland Hill, Brits uitvinder van de postzegel (overleden 1879)
- 1812 - Hendrik Conscience, Belgisch schrijver (overleden 1883)
- 1826 - George McClellan, Amerikaans generaal (overleden 1885)
- 1830 - Frederic Leighton, Engels kunstschilder en beeldhouwer {overleden 1896)
- 1838 - Cleveland Abbe, Amerikaans meteoroloog (overleden 1916)
- 1840 - Jules Claretie, Frans schrijver, theateracteur en historicus (overleden 1913)
- 1842 - Phoebe Hearst, Amerikaans filantrope (overleden 1919)
- 1856 - George Leake, 3e premier van West-Australië (overleden 1912)
- 1857 - Joseph Conrad, Pools-Amerikaans schrijver (overleden 1924)
- 1864 - Herman Heijermans, Nederlands schrijver (overleden 1924)
- 1869 - Francisco Liongson, Filipijns politicus (overleden 1919)
- 1880 - Fedor von Bock, Duits veldmaarschalk (overleden 1945)
- 1880 - William Kinnear Brits roeier (overleden 1974)
- 1883 - Anton Webern, Oostenrijks componist (overleden 1945)
- 1886 - Manne Siegbahn, Zweeds natuurkundige (overleden 1978)
- 1887 - Naruhiko Higashikuni, Japans prins en gewezen minister-president van Japan (overleden 1990)
- 1889 - Cyrillus Kreek, Estisch componist (overleden 1962)
- 1892 - Richard Talmadge, Amerikaans acteur, stuntman en filmregisseur (overleden 1981)
- 1895 - Anna Freud, Oostenrijks-Brits psychoanalytica (overleden 1982)
- 1897 - William Gropper, Amerikaans cartoonist en kunstenaar (overleden 1977)
- 1898 - Asbjørn Halvorsen, Noors voetballer en voetbaltrainer (overleden 1955)
- 1900 - Albert Hawke, 18e premier van West-Australië (overleden 1986)
- 1900 - Ulrich Inderbinen, Zwitsers berggids (overleden 2004)
- 1900 - Richard Kuhn, Oostenrijks biochemicus (overleden 1967)
- 1908 - Michael Warriner, Brits roeier (overleden 1986)
- 1911 - Nino Rota, Italiaans componist (overleden 1979)
- 1913 - Omer Vanaudenhove, Belgisch politicus (overleden 1994)
- 1914 - Kaisa Parviainen, Fins atlete (overleden 2002)
- 1916 - Joop Portengen, Nederlands liedschrijver (overleden 1981)
- 1918 - Viking Björk, Zweeds hartchirurg (overleden 2009)
- 1920 - Ludwig Zuiverloon, Surinaams minister (overleden 1983)
- 1921 - Hans G. Kresse, Nederlands striptekenaar (overleden 1992)
- 1921 - Osmar Fortes Barcellos (Tesourinha), Braziliaans voetballer (overleden 1979)
- 1922 - Linda Estrella, Filipijns actrice (overleden 2012)
- 1923 - Saul Leiter, Amerikaans fotograaf en schilder (overleden 2013)
- 1924 - John Backus, Amerikaans informaticus (overleden 2007)
- 1924 - Wiel Coerver, Nederlands voetballer en voetbaltrainer (overleden 2011)
- 1924 - F. Sionil José, Filipijns schrijver (overleden 2022)
- 1924 - Roberto Mieres, Argentijns autocoureur (overleden 2012)
- 1924 - Edwin Salpeter, Oostenrijks-Amerikaans astrofysicus (overleden 2008)
- 1924 - John Winter, Australisch atleet (overleden 2007)
- 1925 - Kim Dae-jung, Zuid-Koreaans politicus (overleden 2009)
- 1925 - Francisco Luna Kan, Mexicaans politicus (overleden 2023)
- 1925 - Paula Marckx, Belgisch model, journaliste en pilote (overleden 2020)
- 1927 - Will Spoor, Nederlands mimespeler, acteur en theatermaker (overleden 2014)
- 1927 - Andy Williams, Amerikaans zanger (overleden 2012)
- 1930 - Frédéric Etsou-Nzabi-Bamungwabi, Congolees kardinaal-aartsbisschop van Kinshasa (overleden 2007)
- 1930 - Jean-Luc Godard, Frans filmregisseur en scenarioschrijver (overleden 2022)
- 1930 - Raul M. Gonzalez, Filipijns politicus (overleden 2014)
- 1931 - Ellen Blazer, Nederlands televisieredacteur en -regisseur (overleden 2013)
- 1932 - Hans van den Bergh, Nederlands wetenschapper en publicist (overleden 2011)
- 1932 - Corry Brokken, Nederlands zangeres en juriste (overleden 2016)
- 1932 - António Garrido, Portugees voetbalscheidsrechter (overleden 2014)
- 1932 - Gaetano Starrabba, Italiaans autocoureur
- 1933 - Nicolas Coster, Brits-Amerikaans acteur (overleden 2023)
- 1933 - Paul Crutzen, Nederlands meteoroloog en Nobelprijswinnaar (overleden 2021)
- 1934 - Abimael Guzmán, Peruviaans crimineel (overleden 2021)
- 1935 - Tony Mordente, Amerikaans televisieregisseur (overleden 2024)
- 1937 - Bobby Allison, Amerikaans autocoureur (overleden 2024)
- 1937 - Carel Weeber, Nederlands architect (overleden 2025)
- 1938 - Saad Eddin Ibrahim, Egyptisch-Amerikaans hoogleraar sociologie (overleden 2023)
- 1938 - Werner Thissen, Duits geestelijke en aartsbisschop van de Rooms-Katholieke Kerk (overleden 2025)
- 1939 - Isjtvan Seketsj, Sovjet-Hongaars-Oekraïens voetballer en trainer (overleden 2019)
- 1939 - Don Calfa, Amerikaans acteur en filmproducent (overleden 2016)
- 1940 - Ib Nielsen, Deens voetbalscheidsrechter (overleden 2021)
- 1941 - Mary Alice, Amerikaans actrice (overleden 2022)
- 1942 - Pedro Rocha, Uruguayaans voetballer en trainer (overleden 2013)
- 1942 - Alice Schwarzer, Duits journaliste en feministe
- 1946 - Joop Zoetemelk, Nederlands wielrenner
- 1947 - Amado Bagatsing, Filipijns politicus
- 1947 - Wendela Gevers Deynoot, Nederlands beeldhouwster (overleden 2025)
- 1948 - Ozzy Osbourne, Brits zanger (overleden 2025)
- 1949 - John Akii-Bua, Oegandees atleet (overleden 1997)
- 1950 - Alberto Juantorena, Cubaans atleet en politicus
- 1952 - Mel Smith, Brits acteur, komiek (overleden 2013)
- 1953 - Patrick Chamoiseau, Frans schrijver
- 1953 - Robert Guédiguian, Frans filmregisseur
- 1953 - Franz Klammer, Oostenrijks alpineskiër
- 1954 - Magda De Meyer, Belgisch politica
- 1954 - Etienne van Heerden, Zuid-Afrikaans schrijver
- 1955 - Brigitte Cuypers, Zuid-Afrikaans tennisspeelster
- 1955 - Bernd Duvigneau, Duits kanovaarder
- 1955 - Mary Anne Tauskey, Amerikaans amazone
- 1956 - Danny LaPorte, Amerikaans motorcrosser
- 1956 - Guikje Roethof, Nederlands actrice, politica, schrijfster en presentatrice
- 1957 - Jan Bogaert, Belgisch wielrenner (overleden 2024)
- 1957 - Frido Croes, Arubaans politicus (overleden 2020)
- 1958 - Otto Becker, Duits ruiter
- 1958 - Dirk De Vriese, Belgisch voetballer
- 1958 - Han Oldigs, Nederlands acteur en zanger
- 1959 - Nol Havens, Nederlands zanger
- 1960 - Ben Bottoms, Amerikaans acteur en kunstenaar
- 1960 - Daryl Hannah, Amerikaans actrice
- 1960 - Julianne Moore, Amerikaans actrice
- 1960 - Steven Swanson, Amerikaans ruimtevaarder
- 1960 - Rolf Ellmer, Duits tranceproducer
- 1961 - Jacco Tettelaar, Nederlands paralympisch sporter
- 1961 - Teunis Wilschut, Nederlands architect
- 1962 - Filips Dhondt, Belgisch voetbalmanager
- 1963 - Francis De Smet, Belgisch producer en componist van televisiefilms
- 1963 - Isabelle Galant, Belgisch politica
- 1963 - Pierre Rolin, Belgisch burgemeester
- 1964 - Nigel Lancaster, Brits-Nederlands golfspeler
- 1964 - Joey McLoughlin, Brits wielrenner
- 1965 - Barbara Garrick, Amerikaans actrice
- 1965 - Steve Harris, Amerikaans acteur
- 1965 - Alyson Noël, Amerikaans schrijfster
- 1965 - Katarina Witt, Oost-Duits kunstschaatsster
- 1966 - Monic Hendrickx, Nederlands actrice
- 1966 - Judith Osborn, Nederlands ondernemer,TV persoonlijkheid en ontwerpster
- 1966 - Flemming Povlsen, Deens voetballer
- 1966 - Shuichi Uemura, Japans voetballer
- 1967 - Ondoro Osoro, Keniaans atleet
- 1968 - Brendan Fraser, Amerikaans acteur
- 1968 - Montell Jordan, Amerikaans zanger
- 1968 - Manabu Orido, Japans autocoureur
- 1969 - Eddy Leppens, Belgisch biljarter
- 1969 - Albertina Soepboer, Nederlands schrijfster
- 1970 - Christian Karembeu, Frans voetballer
- 1971 - Ola Rapace, Zweeds acteur
- 1971 - Henk Timmer, Nederlands voetbaldoelman
- 1972 - Danilo Goffi, Italiaans atleet
- 1973 - Holly Marie Combs, Amerikaans actrice
- 1973 - Sophie Dewaele, Belgisch presentatrice
- 1973 - Joe the Plumber (Samuel Joseph Wurzelbacher), Amerikaans loodgieter (overleden 2023)
- 1974 - Albena Denkova, Bulgaars ijsdanseres
- 1974 - Damien Hertog, Nederlands voetballer en voetbalcoach
- 1975 - Andrei Istratescu, Roemeens schaker
- 1977 - Jean-Christophe Bette, Frans roeier
- 1978 - Bram Tankink, Nederlands wielrenner
- 1979 - Daniel Bedingfield, Nieuw-Zeelands zanger
- 1980 - Rafał Antoniewski, Pools schaker
- 1980 - Fabio Coltorti, Zwitsers voetballer
- 1980 - Anna Chlumsky, Amerikaans actrice
- 1980 - Natalia Druyts, Belgisch zangeres
- 1981 - Choi Heung-chul, Zuid-Koreaans schansspringer
- 1981 - Michel Tielbeke, Nederlands paralympisch sporter
- 1981 - David Villa, Spaans voetballer
- 1982 - Michael Essien, Ghanees voetballer
- 1982 - Ondřej Švejdík, Tsjechisch voetballer
- 1984 - Pablo Donoso, Chileens autocoureur
- 1984 - Hind Laroussi, Nederlands zangeres
- 1984 - Andrea Lazzari, Italiaans voetballer
- 1985 - László Cseh, Hongaars zwemmer
- 1985 - Amanda Seyfried, Amerikaans actrice
- 1986 - Annelien Coorevits, Belgisch model
- 1988 - Michiel Kramer, Nederlands voetballer
- 1990 - Christian Benteke, Zaïrees-Belgisch voetballer
- 1990 - Nick Yelloly, Brits autocoureur
- 1991 - Torgeir Børven, Noors voetballer
- 1992 - Daniel Abt, Duits autocoureur
- 1992 - Justyna Święty-Ersetic, Pools atlete
- 1994 - Jake T. Austin, Amerikaans acteur
- 1994 - David Iboma, Belgisch voetballer
- 1994 - Jasmin Šabotić, Luxemburgs voetbalscheidsrechter
- 1994 - Weiron Tan, Maleisisch autocoureur
- 1994 - Matthieu Vaxivière, Frans autocoureur
- 1994 - Lil Baby, Amerikaans rapper
- 1995 - Marco Tadé, Zwitsers freestyleskiër
- 1996 - Kim Akker, Nederlands judoka (overleden 2019)
- 1996 - Anas al-Sharif, Palestijns journalist (overleden 2025)
- 1996 - Tigst Assefa, Ethiopisch atlete
- 1996 - Ewa Pajor, Pools voetbalster
- 1996 - Abbey Weitzeil, Amerikaans zwemster
- 1997 - Michael Norman, Amerikaans atleet
- 1999 - Noah Fadiga, Belgisch-Senegalees voetballer
- 2000 - Iru Chetsjanovi, Georgisch zangeres
- 2002 - Jada Borsato, Nederlands zangeres en actrice
- 2004 - Leonardo Fornaroli, Italiaans autocoureur
- 2004 - Henrik Pedersen, Deens wielrenner
- 2005 - Sverre Magnus van Noorwegen, Noors prins
- 2005 - Poppy Pritchard, Engels voetbalster

## Overleden

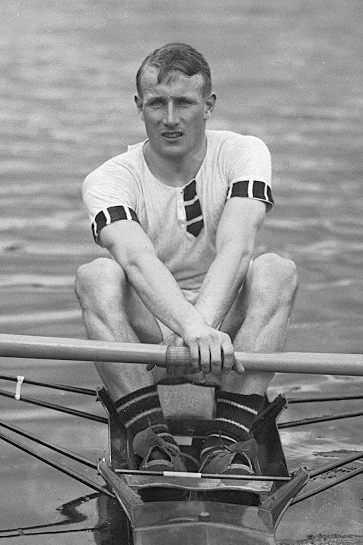
Jack Beresford
overleden in 1977

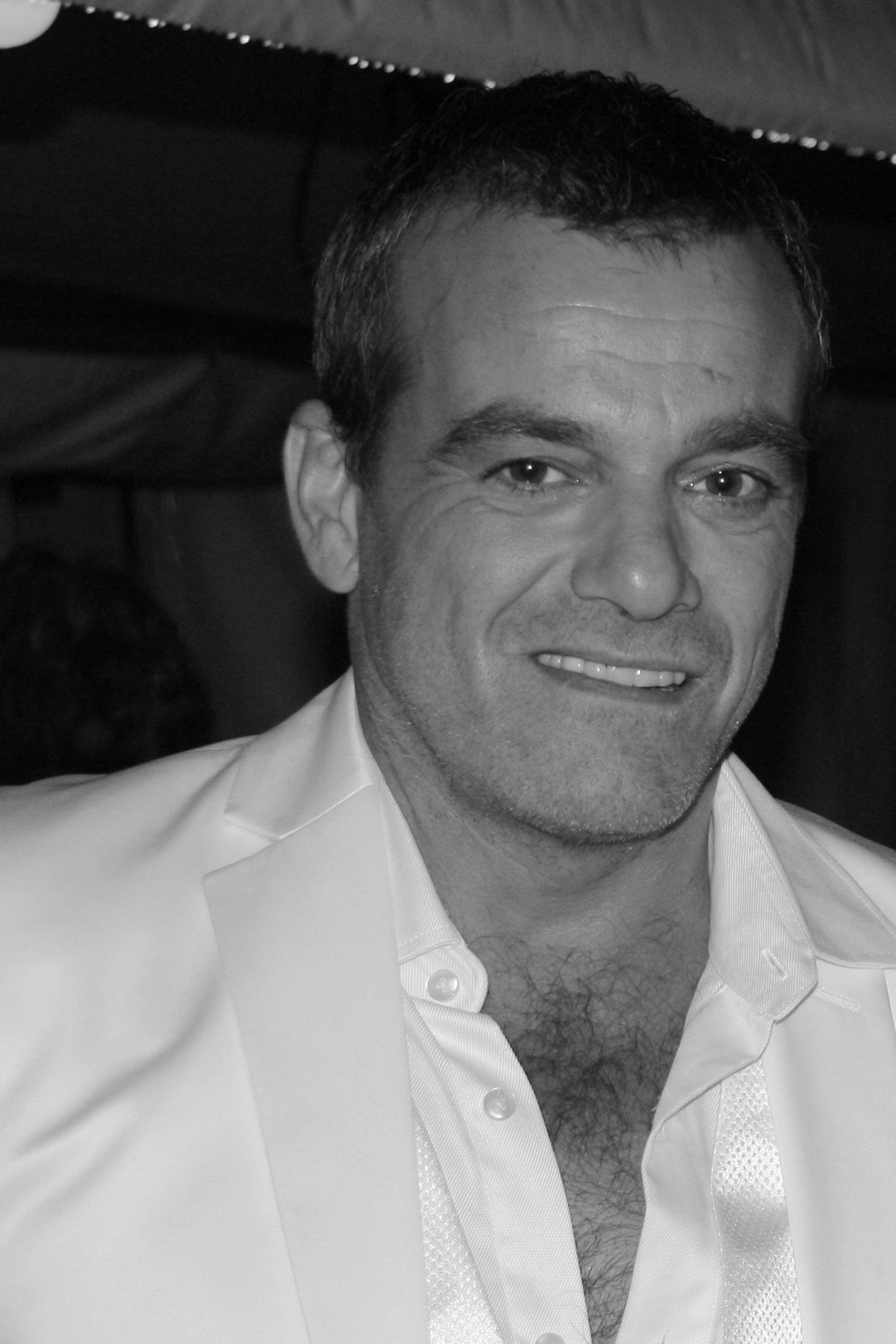
Jeroen Willems
overleden in 2012

- 316 - Diocletianus (73), Romeins keizer
- 1038 - Emma van Lesum (58), volksheilige die vereerd werd om haar goede werken
- 1048 - Al-Biruni (75), Perzisch wiskundige
- 1154 - Paus Anastasius IV
- 1463 - Lodewijk II van Chalon-Arlay (75), prins van Orange
- 1552 - Franciscus Xaverius (46), Spaans heilige
- 1823 - Giovanni Battista Belzoni (45), Italiaans archeoloog en egyptoloog
- 1839 - Frederik VI van Denemarken (71), koning van Denemarken en Noorwegen
- 1888 - Carl Zeiss (72), Duits ondernemer
- 1894 - Robert Louis Stevenson (44), Schots auteur
- 1919 - Pierre-Auguste Renoir (78), Frans kunstschilder
- 1938 - Juho Vennola (66), Fins politicus
- 1944 – Andreas van Griekenland (62), prins van Griekenland en grootvader van koning Charles III van het Verenigd Koninkrijk
- 1945 - Jan Luchies Nysingh (68), Nederlands jurist
- 1955 - Maurice Archambaud (49), Frans wielrenner
- 1955 - María Izquierdo (53), Mexicaans kunstschilderes
- 1967 - Annette Kolb (97), Duits schrijfster
- 1972 - Friedrich Christiansen (92), Duits generaal en Wehrmachtsbefehlshaber in den Niederlanden tijdens de Tweede Wereldoorlog
- 1977 - Jack Beresford (78), Brits roeier
- 1980 - Oswald Mosley (84), Brits aristocraat en fascistenleider
- 1981 - Cola Debrot (79), Antilliaans schrijver en politicus
- 1993 - Henri Cockuyt (90), Belgisch atleet
- 1999 - Scatman John (57), Amerikaans zanger
- 2000 - Miklós Szabó (91), Hongaars atleet
- 2002 - Klaus Löwitsch (66), Duits acteur
- 2002 - Thees Meesters (94), Nederlands beeldhouwer
- 2002 - Glenn Quinn (32), Iers acteur
- 2004 - Josef Schwammberger (92), Oostenrijks oorlogsmisdadiger
- 2007 - Eduard De Rop (79), Belgisch striptekenaar
- 2008 - Anita Andriesen (51), Nederlands politicus
- 2009 - Richard Todd (90), Brits acteur
- 2010 - José Ramos Delgado (75), Argentijns voetballer
- 2011 - Sabri Godo (82), Albanees politicus
- 2011 - Rob Schroeder (85), Amerikaans autocoureur
- 2012 - Georgy Borisenko (90), Oekraïens schaker en trainer
- 2012 - Fjodor Chitroek (95), Russisch animator
- 2012 - Richard Nieuwenhuizen (41), Nederlands grensrechter en slachtoffer van zinloos geweld
- 2012 - Jeroen Willems (50), Nederlands acteur en zanger
- 2013 - Lex Jongsma (75), Nederlands schaker en journalist
- 2013 - Ahmed Fouad Negm (84), Egyptisch dichter
- 2014 - Jacques Barrot (77), Frans politicus en rechter
- 2014 - L. Stephen Coles (73), Amerikaans wetenschapper
- 2014 - Sjef Janssen (95), Nederlands wielrenner
- 2014 - Vicente Leñero (81), Mexicaans schrijver
- 2014 - Ian McLagan (69), Brits toetsenist
- 2015 - Scott Weiland (48), Amerikaans zanger
- 2017 - Koos van der Werff (92), Nederlands hoogleraar
- 2018 - Andrej Bitov (81), Russisch schrijver
- 2018 - Philip Bosco (88), Amerikaans acteur
- 2018 - Albert Frère (92), Belgisch zakenman
- 2018 - Josep Lluís Núñez (87), Spaans zakenman
- 2020 - Giuseppe Dalla Torre del Tempio di Sanguinetto (77), Italiaans rechtsgeleerde en hoogleraar
- 2020 - Joke Hagelen (83), Nederlands hoorspelactrice
- 2020 - Ron Mathewson (76), Brits jazzbassist
- 2020 - Waldemar Post (84), Nederlands tekenaar
- 2021 - Horst Eckel (89), Duits voetballer
- 2021 - Wout Holverda (63), Nederlands voetballer
- 2021 - Arie Ribbens (84), Nederlands zanger
- 2021 - Roy Ristie (68), Surinaams-Nederlands presentator en politicus
- 2022 - Svenne Hedlund (77), Zweeds zanger
- 2022 - Angelo Marciani (94), Italiaans waterpolospeler
- 2022 - Alzjan Zjarmoechamedov (78), Kazachs basketballer
- 2023 - Léonard Gianadda (88), Zwitsers ingenieur, promotor van architectuur en journalist
- 2023 - Peter d'Hamecourt (77), Nederlands journalist, columnist en publicist
- 2024 - Inge Boulonois (79), Nederlands dichter en schilder
- 2024 - Ecaterina Oancia (70), Roemeens roeister
- 2024 - Minny Luimstra-Albeda (89), Nederlands politica

## Viering/herdenking

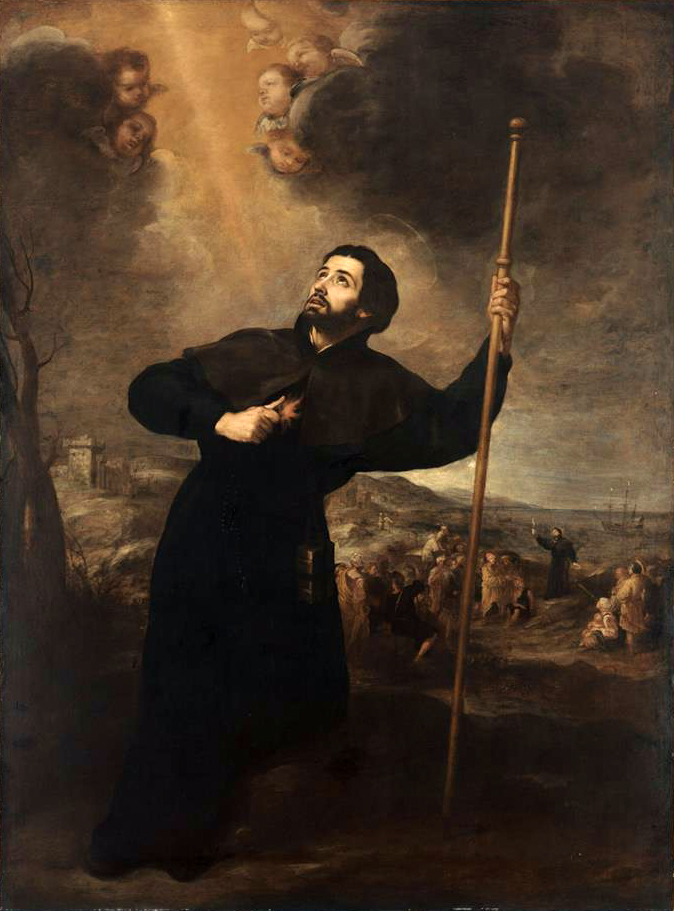
H. Franciscus Xaverius

- Internationale dag van personen met een handicap
- Rooms-Katholieke kalender:
  - Heilige Franciscus Xaverius, Patroon van de missionarissen († 1552) - Gedachtenis
  - Heilige Hilaria (van Rome) († 283)
  - Heilige Cassianus († 298)
  - Heilige Lucius (van Brittannië) († 2e eeuw)
  - Heilige Birinus (van Dorchester) († 650)
  - Heilige Emma van Lesum († 1038)
  - Heilige Sefanja (profeet) († 7e eeuw v.Chr.)
  - Heilige Emma (van Lesum) († 1038)

## Weerextremen

### Nederland
| | Officiële records | Officiële records | Officiële records |      | Landelijke records | Landelijke records | Landelijke records        |
| Gebeurtenis | Jaar              | Extreem           | Locatie           | Jaar | Extreem            | Locatie            |                           |
| --- | ----------------- | ----------------- | ----------------- | ---- | ------------------ | ------------------ | ------------------------- |
| Laagste etmaalgemiddelde temperatuur (°C) | 1921              | −6,3              | De Bilt           |      | 2010               | −8,0               | Ell                       |
| Hoogste etmaalgemiddelde temperatuur (°C) | 1985              | 12,4              | De Bilt           |      | 1985               | 13,2               | Eindhoven                 |
| Laagste minimumtemperatuur (°C) | 2010              | −9,7              | De Bilt           |      | 1925               | −13,0              | Eelde                     |
| Hoogste minimumtemperatuur (°C) | 1985              | 11,2              | De Bilt           |      | 1985               | 12,0               | Eindhoven                 |
| Laagste maximumtemperatuur (°C) | 1902              | −2,7              | De Bilt           |      | 2010               | −4,3               | Eindhoven                 |
| Hoogste maximumtemperatuur (°C) | 1954, 2018        | 13,3              | De Bilt           |      | 1954 1985 2018     | 14,3               | Gilze-Rijen Eindhoven Ell |
| Hoogste uurgemiddelde windsnelheid (m/s) | 1909              | 17,5              | De Bilt           |      | 1999               | 25,0               | Huibertgat, Vlieland      |
| Hoogste windstoot (m/s) | 1960              | 27,3              | De Bilt           |      | 1999               | 37,0               | Huibertgat                |
| Langste zonneschijnduur (uur) | 1989              | 7,3               | De Bilt           |      | 1989               | 7,4                | Deelen                    |
| Langste neerslagduur (uur) | 1949              | 16,7              | De Bilt           |      | 1949 1974          | 16,7               | De Bilt Volkel            |
| Hoogste etmaalsom van de neerslag (mm) | 1949              | 24,1              | De Bilt           |      | 1960               | 73,3               | De Kooy                   |
| Laagste etmaalgemiddelde relatieve vochtigheid (%) | 1933              | 54                | De Bilt           |      | 1948               | 52                 | Maastricht                |
| Laagste uurwaarde luchtdruk op zeeniveau (hPa) | 1909              | 969,8             | De Bilt           |      | 1909               | 962,8              | De Kooy                   |
| Hoogste uurwaarde luchtdruk op zeeniveau (hPa) | 1941              | 1038,4            | De Bilt           |      | 1933               | 1043,5             | Eelde                     |
| Officiële records worden altijd gemeten op het KNMI-weerstation in De Bilt. Landelijke records kunnen worden gemeten op elk officieel KNMI-weerstation in Nederland. |                   |                   |                   |      |                    |                    |                           |

Uitzonderlijke gebeurtenissen
- 1960 - Landelijk maandrecord hoogste etmaalsom van de neerslag in mm van december gemeten in De Kooy: 73,3
- 1985 - Officieel hoogste minimumtemperatuur in °C van december dit jaar gemeten in De Bilt: 11,2
- 1989 - Officieel laagste minimumtemperatuur in °C van het jaar gemeten in De Bilt: −6,6
- 1989 - Officieel laagste minimumtemperatuur in °C van december dit jaar gemeten in De Bilt: −6,6
- 1993 - Officieel hoogste minimumtemperatuur in °C van december dit jaar gemeten in De Bilt: 7,8
- 2013 - Officieel laagste minimumtemperatuur in °C van december dit jaar gemeten in De Bilt: −3,1

### België
Dagrecords
- 1879 - Laagste etmaalgemiddelde temperatuur −9,4 °C
- 1985 - Hoogste etmaalgemiddelde temperatuur 13,2 °C
- 1879 - Laagste minimumtemperatuur −12,9 °C
- 1985 en 1953 - Hoogste maximumtemperatuur 14,3 °C
- 1960 - Hoogste etmaalsom van de neerslag 24,2 mm

Uitzonderlijke gebeurtenissen
- 1930 - Dichte mist in Maasvallei bij Luik, te wijten aan temperatuurinversie en aan de ingeslotenheid van de vallei. Samen met deze mist veroorzaken zwaveloxiden en andere irriterende gassen, uitgestoten door de plaatselijke industrie, voor ademhalingsmoeilijkheden bij meerdere duizenden personen en veroorzaken de dood van een zestigtal mensen.
- 1973 - Minimumtemperatuur −21,7 °C in Rochefort

<< · 1 · 2 · 3 · 4 · 5 · 6 · 7 · 8 · 9 · 10 · 11 · 12 · 13 · 14 · 15 · 16 · 17 · 18 · 19 · 20 · 21 · 22 · 23 · 24 · 25 · 26 · 27 · 28 · 29 · 30 · 31 · >>